# Meseta de Katanga

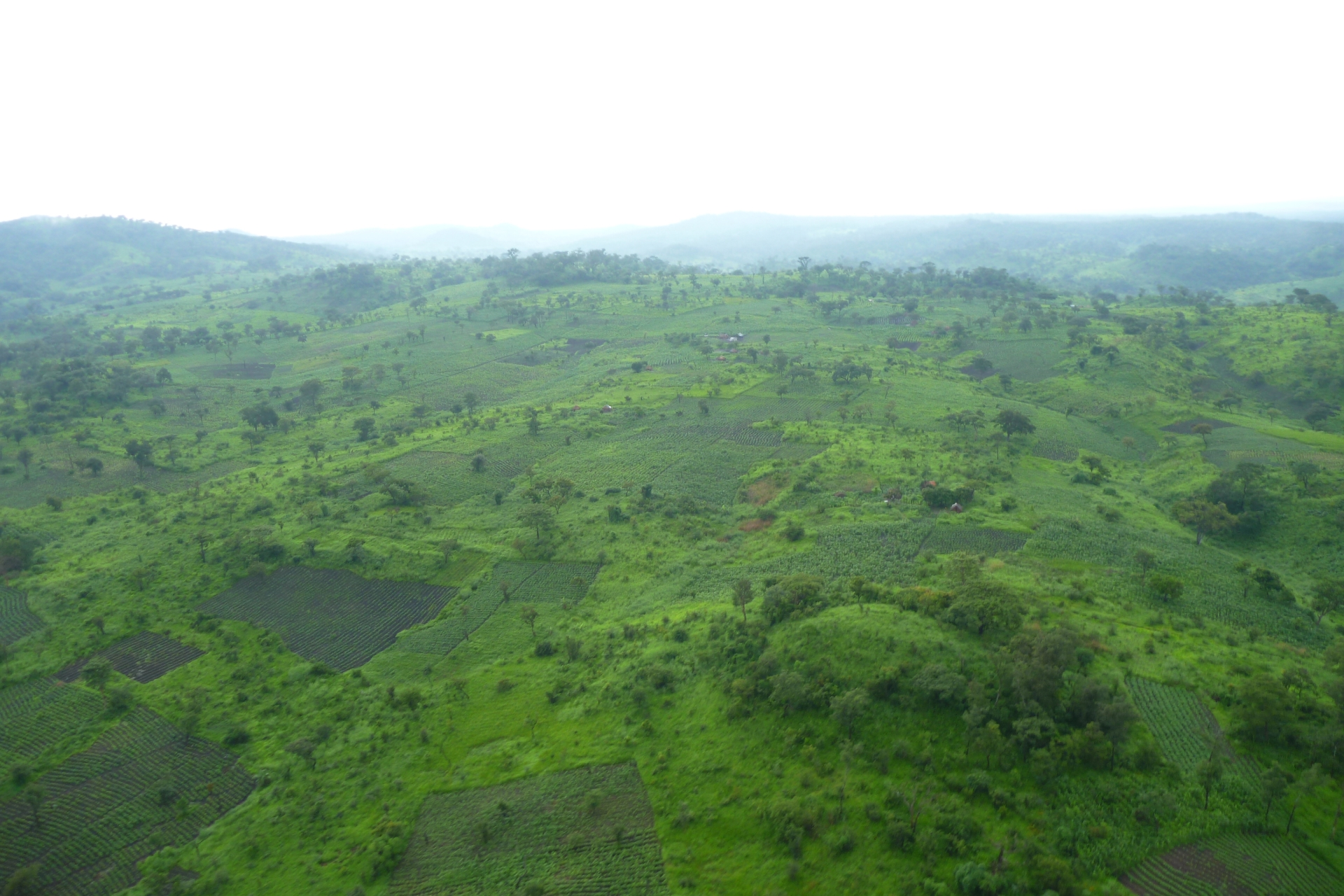
Las verdes colinas de Katanga en época de lluvias.

La meseta de Katanga, o de Shaba, es una región agrícola y ganadera en la República Democrática del Congo. Ubicada en el sureste de la antigua provincia de Katanga, se encuentra a 1220 m sobre el nivel del mar y es rico en depósitos de cobre y uranio. La altitud lo hace más fresco que el área circundante, con una temperatura media anual de 19-20 °C.
Es el nacimiento del río Lufira, que se convierte en el río Lualaba. El lago Tshangalele es un lago artificial creado por una presa en Lufira y es un sitio ecológico importante en la meseta.